# Kerlingarfjöll
Kerlingarfjöll är en bergskedja i republiken Island.   Den ligger i regionen Suðurland, i den centrala delen av landet, 140 km öster om huvudstaden Reykjavík.
Kerlingarfjöll sträcker sig 14,0 km i nord-sydlig riktning. Den högsta punkten är 1 466 meter över havet.
Topografiskt ingår följande toppar i Kerlingarfjöll:
- Draugafell
- Gylfi
- Halla
- Hánýpur
- Hveradalahnúkur
- Kisubotnahnúkur
- Klakkur
- Loðmundur
- Rauðkollar
- Skrattakollur
- Ögmundur